# Medaille van Verdienste van het Nederlandse Rode Kruis
De Medaille van Verdienste van het Nederlandse Rode Kruis wordt in zilver of brons toegekend "voor belangrijke diensten binnen of jegens het Nederlandse Rode Kruis".
Koningin Wilhelmina verleende het Nederlandse Rode Kruis op 27 november 1914 in een Koninklijk Besluit toestemming om "een Kruis of Medaille van Verdienste" in te stellen. Het bestuur van het Rode Kruis zag dat ruim en stichtte een kruis en twee medailles. Dit Ereteken van Verdienste wordt apart besproken.
In de periode 1977-1995 werd de bronzen Medaille van Verdienste regelmatig toegekend aan mensen die 100 maal bloed gaven. De medaille trad daarmee in de plaats van de in 1971 ingestelde Bloeddonormedaille. Na 1995 werd een Draaginsigne voor Bloeddonoren ingesteld.

## Vormgeving

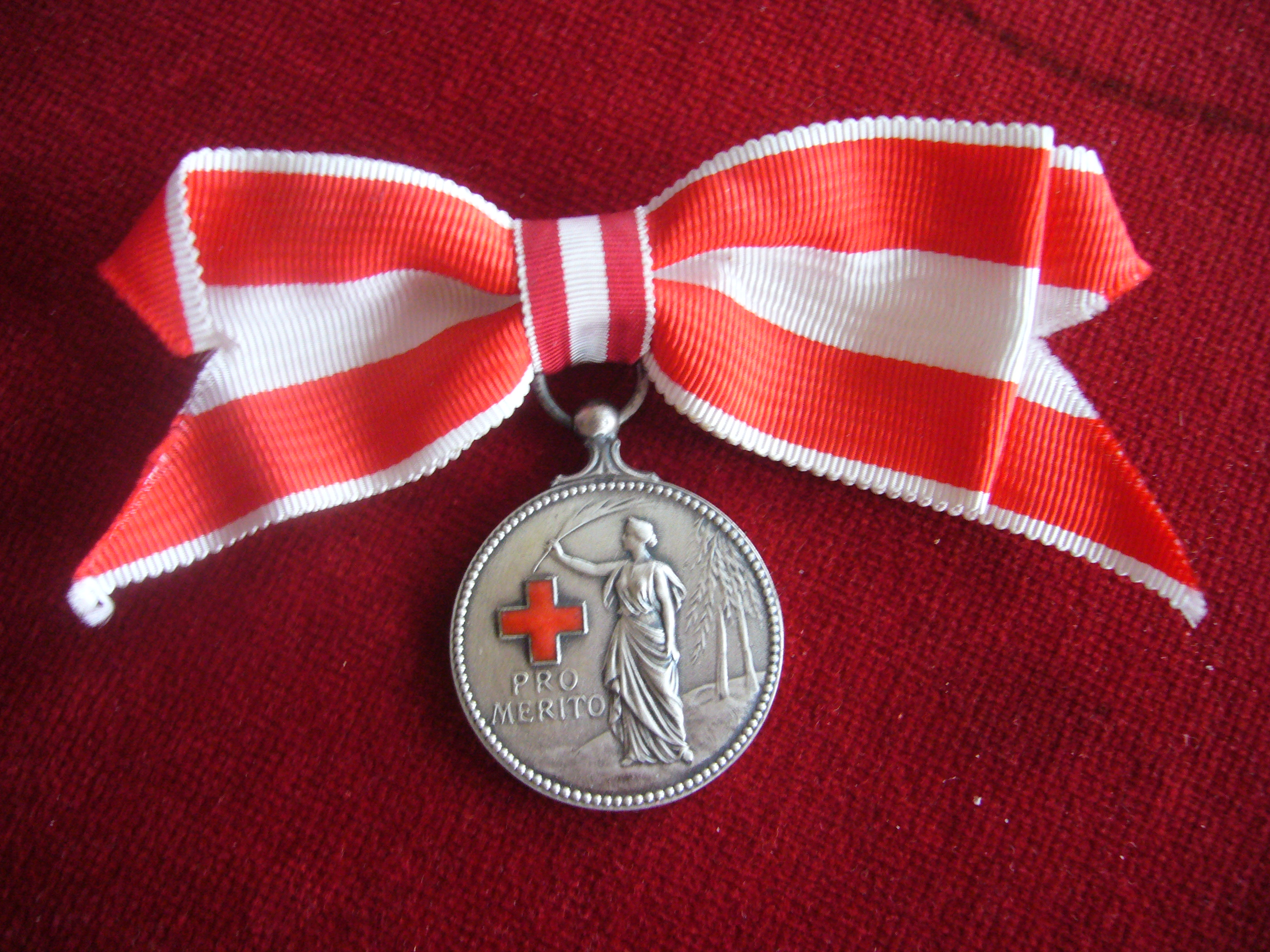
Zilveren Rode Kruis medaille van Adrienne barones d'Aulnis de Bourouill

De Medaille van Verdienste wordt in zilver en brons toegekend. Het is een ronde medaille met een middellijn van 34 millimeter. De voorzijde vertoont een allegorische afbeelding van een in een Grieks gewaad, een Chiton, gehulde vrouwenfiguur. Zij is staande op een heuvel met twee bomen afgebeeld. Met haar rechterhand houdt zij een palmtak boven een rood geëmailleerd kruis. Onder dit kruis staat de tekst "PRO MERITO". De rand is met kleine parels in reliëf versierd.

De keerzijde van de medaille vertoont de datum "1867" (de datum van oprichting van het Nederlandse Rode Kruis) dat toen nog de "Nederlandsche Vereeniging tot het verleenen van hulp aan zieke en gewonde krijgslieden in tijd van oorlog" heette. Het randschrift op de keerzijde luidde bij de instelling "NEDERLANDSCHE ROODE KRUIS". In 1945 werd dit randschrift uitgebreid tot "NEDERLANDSCHE ROODE KRUIS" en "VOOR TROUW EN TOEWYDING" en uiteindelijk in 1977 aangepast aan de moderne spelling en veranderd in "NEDERLANDSE RODE KRUIS" en "VOOR TROUW EN TOEWYDING".
Het gewaterde zijden lint is gelijk aan dat van het Ereteken van Verdienste. Wanneer alleen de baton op een uniform wordt gedragen dan draagt men hierop een vierarmig kruisje in het metaal van de medaille om aan te geven om welke rang het gaat.
Zoals een aantal van de Onderscheidingen van het Nederlandse Rode Kruis mag ook dit kruis door militairen op hun uniformen worden gedragen.Voor burgers is niet in een knoopsgatversiering voorzien maar op hun rokkostuum dragen zij desgewenst een miniatuur van de onderscheiding.